# Federico Cinà
Federico Cinà (Palermo, 30 de marzo de 2007) es un tenista profesional italiano.

## Trayectoria
Originario de Palermo, Cina es entrenado por su padre Francesco, ex entrenador de la tenista italiana Roberta Vinci.En marzo de 2025, recibió una Wild Card para el Masters de Miami para su debut en el ATP Tour. Allí, logró su primera victoria en sets seguidos en ATP contra Francisco Comesaña, jugador procedente de la fase previa, convirtiéndose en el primer jugador nacido desde 2007 en ganar un partido del cuadro principal en un Masters 1000.